# Surrey Heath
Surrey Heath ist ein Verwaltungsbezirk mit dem Status eines Borough in der Grafschaft Surrey in England. Verwaltungssitz ist Camberley, wo etwa die Hälfte der Bevölkerung lebt; weitere bedeutende Orte sind Bagshot, Bisley, Chobham, Frimley, Lightwater, Mytchett, West End und Windlesham.
Es besteht eine Städtepartnerschaft mit der deutschen Stadt Bietigheim-Bissingen.
Der Bezirk wurde am 1. April 1974 gebildet und entstand aus der Fusion des Urban District Frimley and Camberley und des Rural District Bagshot.
Koordinaten: 51° 20′ 0″ N, 0° 45′ 0″ W